# Campionati europei juniores di scherma 2020
I Campionati europei juniores di scherma del 2020 (2020 European Juniors Fencing Championships) sono stati organizzati dalla Confederazione europea di scherma e si sono svolti a Parenzo, in Croazia, dal 27 febbraio al 2 marzo 2020.
Nel fioretto, si sono aggiudicati i titoli di campione europeo il russo Kirill Borodačëv, che ha battuto in finale il fratello Anton, e l'italiana Martina Favaretto che ha avuto la meglio sulla connazionale Vittoria Ciampalini.
Nella spada il russo Egor Lomaga ha battuto in finale l'italiano Filippo Armaleo, mentre tra le donne la ceca Veronika Bieleszova ha superato la magiara Lili Büki.
Nella sciabola l'ucraino Vasyl' Humen ha prevalso sull'italiano Luca Fioretto, mentre la bulgara Joana Ilieva ha battuto la russa Dar'ja Drozd.
Nei campionati europei juniores a squadre maschili, la nazionale russa ha prevalso nella finale del fioretto contro l'Italia, mentre la nazionale russa ha vinto nella spada contro la formazione italiana, ed infine la nazionale magiara ha avuto la meglio sulla compagine italiana nella sciabola.
Nei campionati europei juniores a squadre femminili, la nazionale russa ha prevalso nella finale del fioretto contro l'Italia, la Russia ha vinto nella spada contro la compagine polacca, ed infine la formazione magiara ha avuto la meglio sulla nazionale russa nella sciabola.

## Uomini
| Specialità  | Oro                                                                        | Argento                                                                    | Bronzo                                                                       |
| Individuali |                                                                            |                                                                            |                                                                              |
| Fioretto    | Kirill Borodačëv                                                           | Anton Borodačëv                                                            | Maciej Bem Marek Totušek                                                     |
| Spada       | Egor Lomaga                                                                | Filippo Armaleo                                                            | Dmitrij Švelidze Alexis Messien                                              |
| Sciabola    | Vasyl' Humen                                                               | Luca Fioretto                                                              | Krisztián Rabb Kirill Tjuljukov                                              |
| A squadre   |                                                                            |                                                                            |                                                                              |
| Fioretto    | Russia Anton Borodačëv Kirill Borodačëv Vladislav Myl'nikov Dmitrij Osipov | Italia Alessio Di Tommaso Tommaso Marini Tommaso Martini Alessandro Stella | Polonia Maciej Bem Jan Jurkiewicz Adam Podralski Jan Zakrzewski              |
| Spada       | Russia Igor' Ganin Egor Lomaga Dmitrij Švelidze Artur Tolasov              | Italia Filippo Armaleo Davide Di Veroli Giulio Gaetani Enrico Piatti       | Francia Pierre Guillemin Kendrick Jean Joseph Gaetan Le Berre Alexis Messien |
| Sciabola    | Ungheria Mátyás Baaken Kristóf Nagy Szabolcs Noseda Krisztián Rabb         | Italia Luca Fioretto Giorgio Marciano Mattia Rea Pietro Torre              | Russia Dmitrij Nasonov Nikita Presnov Artëm Terechov Kirill Tjuljukov        |

## Donne
| Specialità  | Oro                                                                               | Argento                                                                  | Bronzo                                                                               |
| Individuali |                                                                                   |                                                                          |                                                                                      |
| Fioretto    | Martina Favaretto                                                                 | Vittoria Ciampalini                                                      | Maria Eleni Chaldaiou Emilia Corbu                                                   |
| Spada       | Veronika Bieleszová                                                               | Lili Büki                                                                | Gaia Traditi Eszter Muhari                                                           |
| Sciabola    | Joana Ilieva                                                                      | Dar'ja Drozd                                                             | Alessia Di Carlo Ilinca Pantis                                                       |
| A squadre   |                                                                                   |                                                                          |                                                                                      |
| Fioretto    | Russia Angelina Kononova Elena Petrova Aleksandra Sundučkova Anna Udovičenko      | Italia Giulia Amore Vittoria Ciampalini Martina Favaretto Claudia Memoli | Germania Aliya Dhuique-Hein Celia Hohenadel Luca Sarah Holland-Cunz Carlotta Morandi |
| Spada       | Russia Milen Bavuge Chabimana Jana Bekmurzova Aizanat Murtazaeva Evgenija Žarkova | Polonia Barbara Brych Zofia Janelli Alicja Klasik Gloria Klughardt       | Ungheria Emma Borsody Lili Büki Edina Kardos Eszter Muhari                           |
| Sciabola    | Ungheria Sugár Katinka Battai Kira Keszei Fanni Pótz-Nagy Luca Szűcs              | Russia Dar'ja Drozd Alina Ključnikova Valerija Kobzeva Marija Zinjuchina | Turchia Aylin Cakir Nisanur Erbil Tugce Rana Kaya Deniz Selin Unludag                |